# Helichus suturalis
Helichus suturalis är en skalbaggsart som beskrevs av Leconte 1852. Helichus suturalis ingår i släktet Helichus och familjen öronbaggar. Inga underarter finns listade i Catalogue of Life.